# Кувшиновка (Ульяновская область)
Кувшиновка — деревня в городском округе город Ульяновск Ульяновской области. Расположена недалеко от реки Свияги.

## История
В книге Павла Мартынова «Селения Симбирского Уезда», которая выпущена в 1903 году, о Кувшиновке сказано, что Сенат от 9 ноября 1803 года определил отмерить Посевьеву Степану — 840 десятин удобной земли. После этого Посевьев переселил своих крестьян из села Грязнухи (ныне с. Луговое) на вновь отведённой ему при генеральном межевании участок, выше по реке Свияга на Добром Ключе и основал новое селение, получившее название Добрый Ключ, затем переименован в Кувшиновку.
От Посевьева Кувшиновка перешла к Ивану Фёдоровичу Лазаревичу, бывшего в царствование Николая Первого Симбирским губернским почтмейстером. Лазаревич подарил в 1860 году это имение своей дочери, жене ротмистра Елизавете Ивановне Нейковой. А она в 1875 году продала его Дворянке Прасковье Ивановне Языковой, у которой в 1890 году мещане Иван Иванов Перещук и Логин Анфилов Суворов.
В 1859 году сельцо Кувшиновка (Добрый Ключ), по почтовому тракту из г. Симбирска в г. Саратов, во 2-м стане Симбирского уезда Симбирской губернии.
После отмены крепостного права в 1861 году в этой деревне 44 двора с населением 350 человек.
Своей церкви в Кувшиновке не было, поэтому население было приписано к трёхпрестольной Троицкой церкви села Грязнуха (ныне с. Луговое), но посещали её только 5-6 человек, так как основное население были староверы (раскольники-беспоповцы). Староверы Древлеправославной поморской церкви в деревне живут до сих пор.
В 1914 году в деревне открылся первый в губернии детский сад.
Одним из первых организаторов советской власти и колхоза д. Кувшиновка являлся участник Гражданской войны и Великой Отечественной войны — Пахалин Федор Николаевич. Колхоз занимался выращиванием зерновых культур, картофеля и овощей.
В 2006 году возобновились регулярные богослужения староверов.

## Население
Деревня была основана после 1803 года в результате переселения крепостных крестьян из села Грязнухи (ныне с. Луговое) на вновь отведенный при генеральном межевании (1795) участок, в двух верстах, выше по р. Свияге.
- В 1859 году в 23 дворах жило: 119 мужчин и 122 женщины[4].
- Во время освобождения крестьян (1861 г.) в деревне было 111 душ крестьян (30 дворов). Отмечалось, что в Кувшиновке «ходят в церковь только 5 или 6 человек, так как в Кувшиновке население почти сплошь староверы»
- «В настоящее время» (согласно источнику, датированному 1903 годом) в этой деревне 44 двора, с населением в 350 человек (181 мужчин и 169 женщин),[2]; однако указанные цифры населения относятся к 1897 году, так как согласно Списку населённых мест Симбирской губернии 1897 г. в Кувшиновке (в источнике указано, что деревня располагалась при ключе Доброть) было 44 семьи, 350 жителей (181 мужчина, 169 женщин)[10].
- Согласно подворной переписи Симбирской губернии 1910-1911 гг. в деревне Кувшиновка (Нейкова) было приписного наличного населения 424 человека (54 семьи, 220 мужчин, 204 женщины); только в 19 семьях был хоть один грамотный или учащийся, всего в деревне грамотных и учащихся был 21 мужчина и 4 женщины; не было семей с наёмными работниками[11].
- Согласно данным переписи населения 1926 года деревня Кувшиновка относилась к Грязнухинскому сельскому совету Ульяновского уезда, в деревне было учтено 84 домохозяйства, все домохозяйства были русские. Численность населения составляла 484 жителя, в том числе 244 мужчины и 240 женщин. В деревне была школа первой ступени[12].
- По данным сельскохозяйственного налогового учёта (на 1930 год) в деревне Кувшиновка Грязнухинского сельского совета Ульяновского района Средне-Волжского края было 115 хозяйств с 543 жителями (преобладающая национальность русские)[13].

| 2010 |
| ---- |
| 471  |

## Транспорт
Маршрутное такси 87, пиковое маршрутное такси 8.